# KV21
KV21 i Konungarnas dal utanför Luxor i Egypten var en kunglig begravningsplats under Egyptens artonde dynasti.
Graven är placerat i sydöstra grenen till huvudwadin norr om KV19. KV21 är liten och odekorerad. Innanför graven entre följer två sluttande korridorer förbundna med en trappa som leder ner till gravkammaren. Gravkammaren har en pelare i mitten och en sidokammare.
KV21 upptäcktes 1817 av Giovanni Belzoni, och i graven har två kvinnliga mumier hittats. Vid undersökningarna 1817 och 1825 var graven i gott skick. När den åter öppnades 1989 var graven vattenskadad och vandaliserad.

## Mumier
Två kvinnliga mumier hittades 1817 i KV21. Båda hade vänster arm i kors på bröstet, vilket är en pose som endast används för drottningar. Under vandaliseringen efter gravens upptäckt bröts mumierna upp och drogs upp till den övre korridoren som leder ner till gravkammaren. De båda mumierna är namngivna till KV21A och KV21B.

### KV21A
Mumien tillhör en kvinna med en estimerad ålder av 25 till 40 år. Kroppslängden var kortare än 150 centimeter. DNAanalys har visat att KV21A var mamma till de båda foster som hittats i graven KV62 som bedöms vara Tutankhamons döttrar.

### KV21B
Mumien tillhör en kvinna med en estimerad ålder av 25 till 40 år. Kroppslängden var kortare än 150 centimeter.